# Mont Sir Alexander
Le mont Sir Alexander est le sommet de plus de 3 200 m le plus septentrional des montagnes Rocheuses. Il est situé en Colombie-Britannique. Il est très difficile à gravir. 
D'abord appelé mont Kitchi, il a été renommé mont Sir Alexander en l'honneur de l'explorateur Alexander Mackenzie en 1917.